# Камское сельское поселение (Кировская область)
Камское сельское поселение — упразднённое муниципальное образование (сельское поселение) в составе Верхнекамского района Кировской области. Административный центр — посёлок Камский.

## История
Камское сельское поселение образовано 1 января 2006 года согласно Закону Кировской области от 7 декабря 2004 года № 284-ЗО, в его состав вошли населённые пункты бывшего Камского сельского округа.
К 2021 году упразднено в связи с преобразованием муниципального района в муниципальный округ.

## Население
| 2010 | 2012 | 2013 | 2014 | 2015 | 2016 | 2017 |
| ---- | ---- | ---- | ---- | ---- | ---- | ---- |
| 660  | ↘642 | ↘582 | ↘558 | ↘546 | ↘515 | ↘480 |
| 2018 | 2019 | 2020 | 2021 |      |      |      |
| ↘446 | ↘411 | ↘373 | ↘277 |      |      |      |

## Состав
В состав сельского поселения входят 4 населённых пункта (население на 2010 год):
- посёлок Камский — 424 человека;
- посёлок Перерва — 27 человек;
- посёлок Порыш — 0 человек;
- посёлок Тупрунка — 209 человек.